# Geher-Länderkampf der Frauen 1987 Frankreich – BR Deutschland – Großbritannien
| 18. Leichtathletik-Länderkampf mit bundesdeutscher Beteiligung 1987     | 18. Leichtathletik-Länderkampf mit bundesdeutscher Beteiligung 1987 |
| ----------------------------------------------------------------------- | ------------------------------------------------------------------- |
|                                                                         |                                                                     |
| Gehervergleich der Frauen: BR Deutschland – Frankreich – Großbritannien |                                                                     |
| Austragungsort                                                          | Osny                                                                |
| Wettbewerbe                                                             | 1                                                                   |
| Datum                                                                   | 26. September                                                       |
| 1. GBR 2. FRA 3. FRG                                                    | 17 Punkte 15 Punkte 14 Punkte                                       |
| Chronik                                                                 |                                                                     |
| ← FRA-FRG-GBR Geher (M)                                                 | erster LK 198800 CSK-FRG-GBR-POL-00 SUI-HUN Geher (M) →             |

Der achtzehnte und letzte Vergleich des Länderkampfjahres 1987 war eine Begegnung der Geherinnen. Die Frauen traten parallel zum Wettkampf ihrer männlichen Kollegen am 26. September in der nordwestlich von Paris gelegenen Stadt Osny ebenfalls gegen Frankreich und Großbritannien an. Auch bei den Frauen war die gemeinsame Begegnung dieser drei Nationen eine Premiere. Zweiländerkämpfe mit Frankreich hatten zuvor sieben Mal stattgefunden. Vier zu drei lautete die Bilanz für Frankreich. Auch mit Beteiligung weiterer Länder waren die französischen und bundesdeutschen Geherinnen bereits aufeinander getroffen. Meist hatte Frankreich dabei vor der Bundesrepublik gelegen. Mit Großbritannien trugen die deutschen Geherinnen hier ihren ersten Vergleich überhaupt aus.

## Modus
Auf dem Programm stand ein Wettbewerb auf der Straße, der über 10 Kilometer ausgetragen wurde. Je Land konnten vier Geherinnen antreten, von denen die drei Besten in die Wertung kamen. Die Siegerin erhielt zehn Punkte, für die Zweitplatzierte wurden acht Punkte vergeben, für die Drittplatzierte sieben Punkte, für die Viertplatzierte sechs, für die Fünftplatzierte fünf Punkte usw.

## Ergebnis
In der Einzelwertung siegte eine britische vor einer französischen und zwei bundesdeutschen Geherinnen. Die Länderkampfwertung in dieser Frauenbegegnung zwischen den drei Ländern war noch enger als der bei den Männern. Allerdings kam die Bundesrepublik auch dabei auf den letzten Platz. Die Britinnen gewannen mit siebzehn Punkten vor den zwei Punkte zurückliegenden Französinnen. Die bundesdeutschen Vertreterinnen hatten einen weiteren Punkt Rückstand auf Frankreich.

## Resultat

### 10-km-Straßengehen
| Platz | Athletin                   | Land | Zeit (min) |
| ----- | -------------------------- | ---- | ---------- |
| 01    | Lisa Langford              | GBR  | 47:57      |
| 02    | Suzanne Griesbach          | FRA  | 48:46      |
| 03    | Barbara Kollorz            | FRG  | 50:37      |
| 04    | Catrin Rudolph             | FRG  | 51:13      |
| 05    | Jeanine Gosselin           | FRA  | 51:22      |
| 06    | Ellen Beverley             | GBR  | 52:03      |
| 07    | Sarah Brown                | GBR  | 52:40      |
| 08    | Anne-Catherine Berthonnaud | FRA  | 53:09      |
| 09    | Brigitte Buck              | FRG  | 53:42      |
| 10    | Nadine Vavre               | FRA  | 54:06      |
| 11    | Nicky Jackson              | GBR  | 55:08      |
| 12    | Renate Warz                | FRG  | 57:16      |